# مورون د لا فرانترا
مورون د لا فرانترا (به اسپانیایی: Morón de la Frontera) یک دهستان در اسپانیا است که در استان سبیا واقع شده‌است. مورون د لا فرانترا ۴۳۱٫۹۴ کیلومتر مربع مساحت و ۲۸٬۳۹۰ نفر جمعیت دارد و ۲۹۷ متر بالاتر از سطح دریا واقع شده‌است.